# Ernesto Aguilar
Ernesto Aguilar es un director de cine argentino, nacido el 6 de junio de 1971, en la ciudad de Buenos Aires, lugar donde reside actualmente.

## Biografía
Su temprana afición por las películas lo llevó a cursar estudios de cine, y desde fines de la década de 1980 comenzó a volcar lo aprendido y su pasión por la cinematografía en sus primeros proyectos, a través de la realización de cortometrajes, desempeñándose como director, guionista y productor. El primero de ellos se concretó en 1988 con la filmación del corto Eficiencia. En los años siguientes continuó realizando cortometrajes hasta que en 1993 pudo alcanzar el anhelado proyecto de rodar su primer largometraje, El planeta de los hippies.
A partir de este momento Ernesto Aguilar comenzó a construir una carrera como realizador de cine independiente que lo ha llevado a convertirse en el director más prolífico de su generación, habiendo realizado más de una docena de largometrajes en todos los formatos (35 mm, 16 mm y video), en los cuales no sólo se ha desempeñado como director, sino que también ha participado como guionista y productor. 
Sus películas, que han abarcado temáticas de los más diversos géneros, suelen ofrecer un enfoque muy personal, conteniendo en ocasiones, elementos surrealistas que han convertido a muchos de sus trabajos en inconfundibles muestras de su característico estilo.
Hasta el día de hoy ha desarrollado toda su carrera dentro del cine independiente habiendo rodado siempre proyectos de bajo presupuesto, con los que ha participado en numerosos Festivales internacionales de cine, en muchos de los cuales ha sido premiado como en el reciente BARS 2007 en el cual recibió la Mención Especial del Jurado a la trayectoria, en el IV Festival de Cine Inusual de Buenos Aires 2008, donde presentó su largometraje Caro Verde, con el que obtuvo los premios de mejor película, mejor dirección, mejor guion y mejor actriz, y en la quinta edición de este mismo Festival de cine inusual en el cual Laura Nevole obtuvo el premio a la mejor actriz por su labor en el filme La vrutalidad.
En sus películas han participado actores y actrices como Gastón Pauls, Hugo Arana, Patricio Contreras, Gabriel Goity, Mónica Ayos, Roque Favale, Marcos Zucker, Felipe Colombo, Mario Paolucci, Edda Díaz, Laura Nevole, Juan Carlos Puppo y Audry Gutiérrez Alea entre otros.

## Largometrajes
- El planeta de los hippies (1999)
- Caminata espacial (2000) (sin estreno comercial)
- Western Coffee (2000) (sin estreno comercial)
- La granja (2000)
- Mi suegra es un zombie (2001) (sin estreno comercial)
- El secreto de Julia (2002) (sin estreno comercial)
- Trapo viejo (2003) (sin estreno comercial)
- Chicas rollinga (2003) (sin estreno comercial)
- El rito (2006)
- Fausta (2007)
- Tango das mortes (2007)
- Réquiem primate (2008)
- Caro Verde (2008)
- Bon Vivant (2009)
- La vrutalidad (2009)
- La jactancia de los tontos (2010)
- Carmilla (2010)
- La cumbia de los dioses (2010)
- Bethory (2011)
- De la nada vendrá todo (2011)
- La secta (2014)
- El maltrecho (2015)
- Revolución Piquetera (2015)
- Necromancia (2015)
- Lisa (2015)
- Invasion alien (2015)
- Rockeros del Infierno (2015)
- La banda del galpón (2015)
- La gracia del muerto (2016)
- Lugar del miedo (2016)
- Lucy en el infierno (2017)
- Sex Blaster (2017)
- Amor de ultratumba (2017)
- Monica en trance (2018)
- El naufrago (2018)
- De despojos y costillas (2018)
- Ivi (2018)
- El secreto de Julia (2019)
- Trafico de muerte (2019)
- Exilio en África (2019) (Documental)
- El sótano de las almas (2020)
- La última puerta (2020)
- Chimenea del crimen (2021)
- El amigo imaginario (2021)
- El alma del muerto (2021)
- EL cliente del diablo (2021)

## Cortometrajes como director, productor y guionista
- Eficiencia (1988).
- Tras la ventana (1989).
- Él no ha muerto (1990).
- La carta final (1990).
- La ola verde (1993).

## Cortometrajes como productor
- Prólogo (2006), de Marcela Suppicich
- Lugano Capital (2008),de Marcela Suppicich. Medio metraje documental